# Coupe de Maurice de football
La Coupe de Maurice de football est une compétition de football créée en 1957.

## Palmarès
| Saison                 | Vainqueur                 | Score    | Finaliste                                     |
| ---------------------- | ------------------------- | -------- | --------------------------------------------- |
| 1957                   | FC Dodo                   | 5-2      | Fire Brigade SC                               |
| 1958 non disputée      |                           |          |                                               |
| 1959                   | Faucon Flacq SC           | 2-0      | Fire Brigade SC                               |
| 1960                   | FC Dodo                   | 1-0      | Faucon Flacq SC                               |
| 1961                   | FC Dodo                   | 1-1, 2-0 | Faucon Flacq SC                               |
| 1962                   | Police Club Port Louis    | 2-1      | FC Dodo                                       |
| 1963                   | Police Club Port Louis    | 5-4      | Fire Brigade SC                               |
| 1964 non disputée      |                           |          |                                               |
| 1965                   | Police Club Port Louis    | 4-2      | Muslim Scouts Port Louis                      |
| 1966                   | FC Dodo                   | 2-2, 3-0 | Fire Brigade SC                               |
| 1967                   | Faucon Flacq SC           |          | Police Club Port Louis                        |
| 1968                   | Police Club Port Louis    |          |                                               |
| 1969                   | Hindu Scouts              | 2-0      | Police Club Port Louis                        |
| 1970-1976 non disputée |                           |          |                                               |
| 1977                   | Hindu Scouts              | 1-0      | Police Club Port Louis                        |
| 1978-1979 non disputée |                           |          |                                               |
| 1980                   | Fire Brigade SC           | 1-0      | Police Club Port Louis                        |
| 1981                   | Fire Brigade SC           | 3-1      | Hindu Cadets                                  |
| 1982                   | Fire Brigade SC           | 1-0      | Police Club Port Louis                        |
| 1983                   | Fire Brigade SC           | 1-0      | Fuel Youth FC Flacq                           |
| 1984                   | Police Club Port Louis    |          |                                               |
| 1985                   | Sunrise Flacq United      |          |                                               |
| 1986                   | Fire Brigade SC           |          |                                               |
| 1987                   | Sunrise SC                | 2-1      | Racing                                        |
| 1988                   | Cadets Club Quatre Bornes | 1-0      | Fuel Youth FC Flacq                           |
| 1989                   | Fire Brigade SC           | 5-0      | Cadets Club Quatre Bornes                     |
| 1990                   | Fire Brigade SC           | 7-0      | Cadets Club Quatre Bornes                     |
| 1991                   | Fire Brigade SC           | 1-0      | ? (RBBS Port Louis ou Scouts Club Port Louis) |
| 1992                   | Sunrise SC                | 2-0      | Cadets Club Quatre Bornes                     |
| 1993                   | Sunrise SC                | 2-1      | Scouts Club Port Louis                        |

| Saison                 | Vainqueur                | Score                  | Finaliste                 |
| ---------------------- | ------------------------ | ---------------------- | ------------------------- |
| 1994                   | Fire Brigade SC          | 3-0                    | Cadets Club Quatre Bornes |
| 1995                   | Fire Brigade SC          | 2-1                    | Cadets Club Quatre Bornes |
| 1996                   | Sunrise Flacq United     | 2-1                    | Scouts Club Port Louis    |
| 1997                   | Fire Brigade SC          | 3-1                    | Sunrise FU                |
| 1998                   | Fire Brigade SC          | 3-0                    | Scouts Club Port Louis    |
| 1999 abandonnée        |                          |                        |                           |
| 2000 non disputée      |                          |                        |                           |
| 2001                   | US Beau-Bassin/Rose Hill | 2-1                    | Olympique de Moka         |
| 2002                   | AS Port-Louis 2000       | 3-0                    | Olympique de Moka         |
| 2003                   | Savanne SC               | 1-1 t.a.b. (4-2)       | AS Port-Louis 2000        |
| 2004                   | Savanne SC               | 3-2                    | Faucon Flacq SC           |
| 2005                   | AS Port-Louis 2000       | 2-0                    | Pointe-aux-Sables Mates   |
| 2006                   | Curepipe Starlight SC    | 0-0 t.a.b. (9-8)       | Savanne SC                |
| 2007                   | Petite Rivière Noire SC  | 2-0                    | AS Port-Louis 2000        |
| 2008                   | Curepipe Starlight SC    | 4-2 a.p.               | AS Vacoas-Phoenix         |
| 2009                   | Pamplemousses SC         | 6-1                    | Étoile de l'Est           |
| 2010                   | AS Vacoas-Phoenix        | 1-0                    | Pointe-aux-Sables Mates   |
| 2011-2012 non disputée |                          |                        |                           |
| 2013                   | Curepipe Starlight SC    | 3-2                    | Petite Rivière Noire SC   |
| 2014                   | Petite Rivière Noire SC  | 3-1                    | Pamplemousses SC          |
| 2015                   | Petite Rivière Noire SC  | 2-0                    | Pamplemousses SC          |
| 2016                   | Pamplemousses SC         | 2-1                    | Petite Rivière Noire SC   |
| 2017                   | AS Port-Louis 2000       | 2-0                    | Pamplemousses SC          |
| 2018                   | Pamplemousses SC         | 2-1                    | GRSE Wanderers SC         |
| 2019                   | Roche-Bois Bolton City   | 2-0                    | AS de Vacoas-Phoenix      |
| 2020                   | compétition abandonnée   | compétition abandonnée | compétition abandonnée    |
| 2021                   | compétition abandonnée   | compétition abandonnée | compétition abandonnée    |
| 2022-2023              | GRSE Wanderers SC        | 2-1                    | AS Port-Louis 2000        |